# An-Naml
An-Naml (Le Formiche) è la ventisettesima Sura del Corano, una sura meccana composta da 93 versetti. Prende il nome dalle formiche menzionate nel versetto 18, ma il suo contenuto spazia su una varietà di temi, tra cui le storie dei profeti, la rivelazione divina, la saggezza della natura e la responsabilità umana.

## Contenuto

### Introduzione e la Formica di Solimano
Versetti 1-14: La sura inizia lodando Allah e dichiarando la perfezione del Corano come guida. Viene menzionata la storia della formica di Solimano, che avverte il suo esercito di ritirarsi per evitare di essere schiacciato. Questo episodio serve come esempio della saggezza e della comunicazione nella natura.

### Storia di Solimano (Salomone)
Versetti 15-44: Viene raccontata la storia di Solimano, un re che possedeva un grande potere e una vasta conoscenza degli animali e della natura. Viene descritto il suo regno, la sua giustizia e la sua sapienza. Si narra anche del suo incontro con la regina di Saba (Sheba) e della sua conversione al monoteismo.

### La Rivelazione a Mohammad
Versetti 45-58: Viene menzionata la rivelazione a Mohammad e la sua missione di predicare l'unicità di Allah. Gli increduli vengono avvertiti delle conseguenze della loro ostinazione e della necessità di seguire la verità.

### Storie dei Profeti
Versetti 59-93: La sura presenta una serie di storie sui profeti, tra cui:
- La storia di Lot (Lut) e del suo popolo, che viene distrutto per la loro immoralità.
- La storia di Salih e del popolo di Thamud, che viene punito per il loro rifiuto della verità.
- La storia di Mosè (Musa) e del Faraone, che si oppone alla sua missione.
- La storia di Shu'ayb e del popolo di Madian, che vengono distrutti per la loro ingiustizia.
- La storia di Noè (Nuh) e del diluvio, che distrugge il popolo incredulo.

## Analisi
La Sura An-Naml offre una varietà di insegnamenti morali e spirituali attraverso le storie dei profeti e gli esempi tratti dalla natura. Essa sottolinea la saggezza e la giustizia divina manifestata nei regni terreni e nella creazione. Le narrazioni dei profeti e delle loro comunità servono da monito per l'umanità, ricordando la responsabilità di seguire la verità e di evitare l'ostinazione e l'ingiustizia.
Inoltre, la sura illustra la potenza e l'autenticità del messaggio divino rivelato attraverso i profeti, invitando i credenti a riflettere sulla saggezza e sulla guida contenute nel Corano. La Sura An-Naml continua a ispirare i musulmani ad abbracciare la fede e a perseguire la giustizia e la rettitudine nella loro vita quotidiana.